# Salades de Conill
Les Salades de Conill estan situades als termes municipals d'Ossó de Sió i Tàrrega i estan formades per salobrars endorreics situats entre camps de conreu. L'orografia del terreny provoca la formació de petits entollaments endorreics, que originen sòls salins poc aptes per al conreu. Així, aquests terrenys no es conreen i són ocupats per claps de vegetació natural en un entorn predominantment agrari.
Aquesta zona devia ocupar una extensió força superior fa uns anys (tant en direcció oest com en direcció est), tal com semblen indicar els tamarigars existents als marges dels conreus i les zones on aquests presenten creixements molt reduïts o plantes "cremades" per la salinitat del sòl.

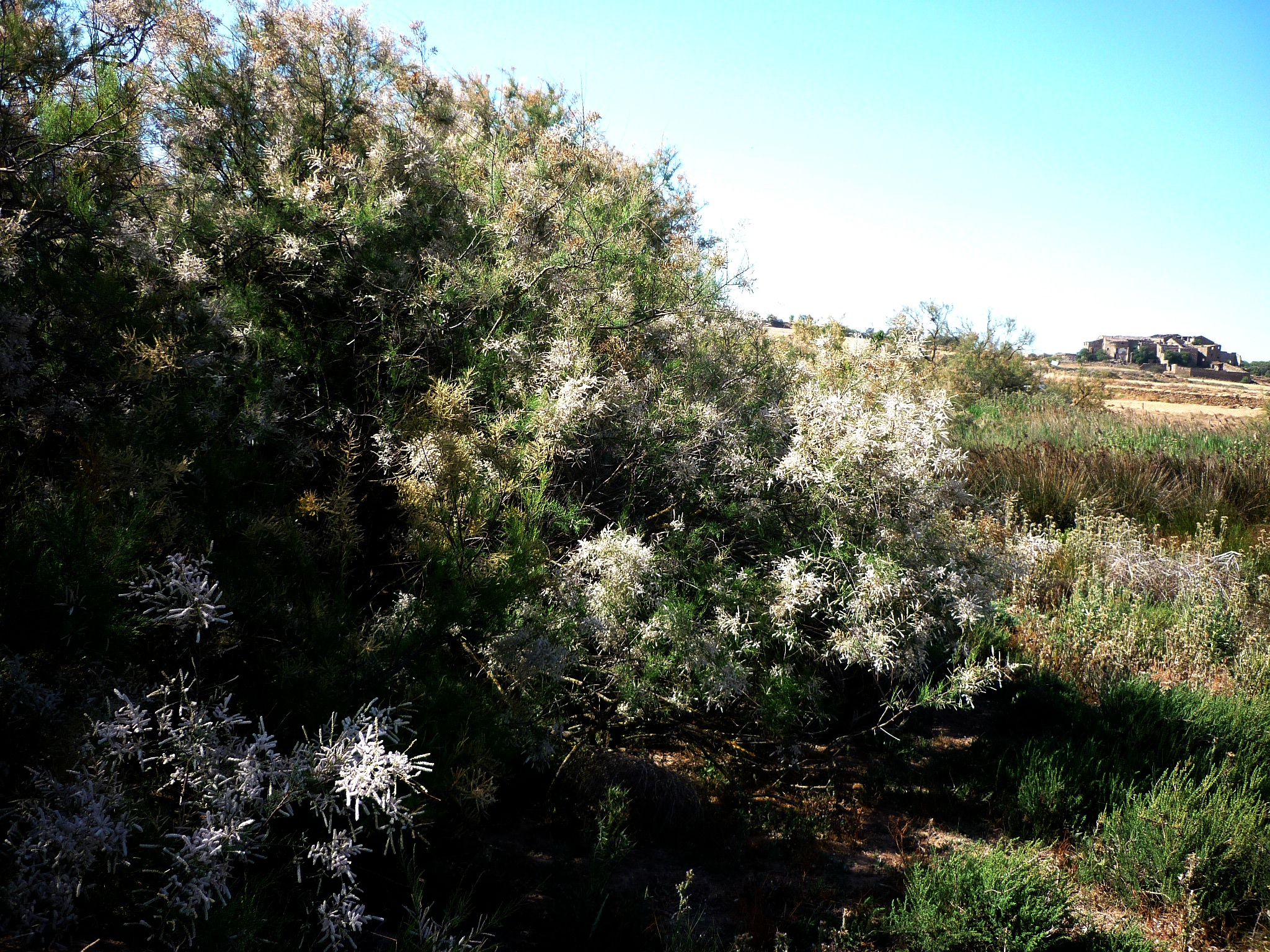
Tamariu

La vegetació és formada bàsicament per un matollar halòfil, amb plantes com salat ver (Suaeda vera), salat blanc (Atriplex halimus), siscall (Salsola vermiculata), alguns limòniums, etc. També hi ha claps de jonqueres, amb Scirpus holoschoenus, Juncus acutus, Scirpus maritimus, etc. Hi ha abundants tamarius, alguns de gran port que arriben a formar una petita bosquina.
Pel que fa als hàbitats d'interès comunitari, es pot considerar que hi apareixen els hàbitats 92D0 Bosquines i matollars meridionals de rambles, rieres i llocs humits (Nerio-Tamaricetea) (tamarigars) i 1430 Matollars halonitròfils (Pegano-Salsoletea).
A la zona hi ha alguns abocaments de residus molt puntuals. El principal factor d'amenaça prové de l'expansió dels conreus i de la sobrecàrrega ramadera. Hi ha un pou circular construït amb pedra seca al sector NE.
Aquesta zona humida -Les Salades de Conill- està situada dins l'espai de la Xarxa Natura 2000 ES5130036 "Plans de Sió".